# Tranvía de Portland
El Tranvía de Portland  o Portland Streetcar es un sistema de tranvía ubicado en Portland, Oregón. Inaugurado el 8 de diciembre de 2013, actualmente el Tranvía de Portland cuenta con 2 líneas y 76 estaciones.